# Ivana Trump
Ivana Marie Zelníčková (Zlín, 20 de febrero de 1949-Nueva York, 14 de julio de 2022)fue una modelo, esquiadora, celebridad, escritora, diseñadora y empresaria checoestadounidense. Fue conocida por su matrimonio y posterior divorcio con el luego presidente de los Estados Unidos y empresario, Donald Trump. 
Ocupó puestos de importancia durante la década de los ochenta en The Trump Organization y desempeñó un papel central en la fundación de los Trump Entertainment Resort, ocupando diferentes puestos gerenciales. En los años posteriores a su divorcio,  desarrolló con éxito una carrera ejecutiva y empresarial por su cuenta, en el mundo de la moda, los perfumes, las joyas y los libros de superación personal.

## Primeros años
Nació en Gottwaldov, de la región de Moravia, Checoslovaquia, ahora Zlín, República Checa. Hija de Miloš Zelníček y Marie Zelníčková (nacida Francová). Desde muy joven, demostró tener talento para el esquí, que sus padres nutrieron y apoyaron. Su habilidad en este deporte le permitió, en 1972, ser seleccionada como suplente en los Juegos Olímpicos de Sapporo, para el equipo de esquí checoslovaco, hecho que le permitió disponer de varias oportunidades para viajar fuera del bloque comunista. Aunque, en 1989, Petr Pomezný, secretario general del Comité Olímpico Checoslovaco, refutó esta afirmación y aseguró que a pesar de una exhaustiva búsqueda, no se halló ningún registro que  la sustentara.		
Fuera de la Europa Oriental bajo dominio soviético, conoció el mundo occidental con todo su esplendor, quedando así cautivada. A pesar de su deseo de vivir en el mundo occidental no quiso aprovechar la ocasión para escapar de Europa del Este, debido a los problemas que su deserción causaría a los familiares que quedasen en Checoslovaquia. La única manera de salir del bloque soviético sin que su familia padeciera era casándose con un extranjero, dado que este matrimonio le conferiría una nueva nacionalidad. Decidida a cruzar definitivamente el Telón de Acero, accedió a casarse con Alfred Winklmayr, amigo de la infancia y ciudadano austríaco. De esta manera obtuvo un pasaporte extranjero, de modo que los dirigentes comunistas no la considerasen una desertora. 	
En la década de 1970 obtuvo una maestría en educación física por la Universidad Carolina de Praga, y en 1975 dejó Checoslovaquia para irse a Canadá, donde trabajó como instructora de esquí. Los dos años siguientes vivió en Montreal y trabajó como modelo para algunas de las principales compañías de pieles de Canadá. En 1976 se divorció de George Syrovatka y se mudó a Nueva York para promover los Juegos Olímpicos de Montreal. Fue allí donde conoció a Donald J. Trump, hijo del empresario de bienes raíces Fred Trump. Aunque al inicio ella no mostró interés por la relación, con el tiempo cambió de opinión y se convirtieron en pareja.

## Matrimonio con Donald Trump

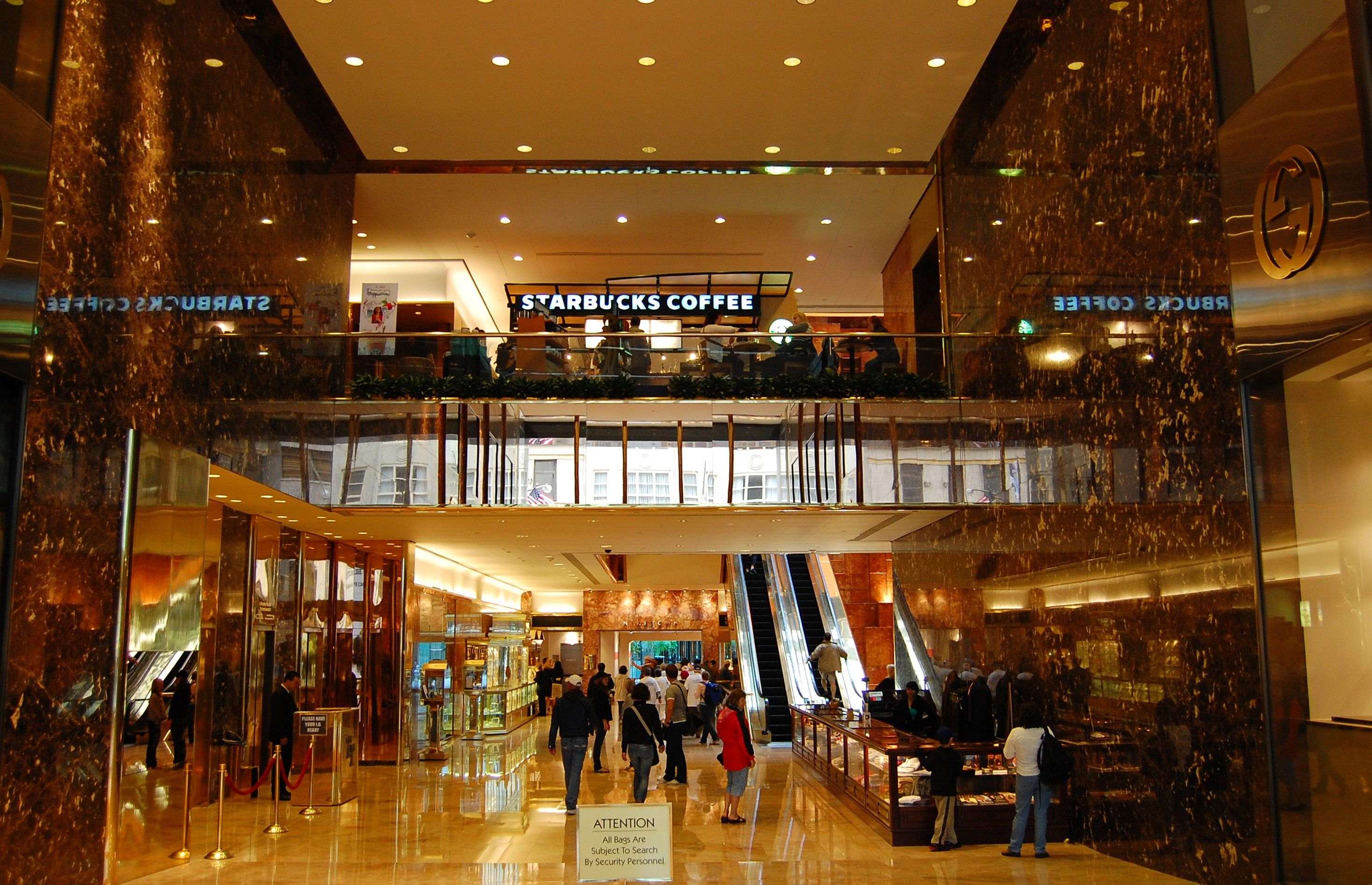
Entrada del Edificio, diseñada por Ivana

El 7 de abril de 1977 se casaron en una lujosa boda de sociedad y dio comienzo a su matrimonio, pero ella no solo planeaba ser una esposa tradicional, ocupándose de la casa y los quehaceres, sino todo lo contrario, desempeñar un papel activo dentro de ese imperio, papel que la llevó a ocupar diversos cargos a lo largo de su carrera dentro de las empresas de la familia. No obstante, el primer paso lo dio Trump con la construcción del Hotel Grand Hyatt, en Nueva York. Puesto que el nombre Trump había obtenido reconocimiento en el mundo de los bienes raíces, Donald Trump decidió que era hora de crear una insignia de su empresa: la Trump Tower, un lujoso rascacielos ubicado en la Quinta Avenida en Manhattan, el cual planeaba usar como sede. Para un proyecto de esta envergadura Donald deseaba el mejor y más lujoso diseño de interiores posible, para lo cual designó a Ivana, quien bajo el cargo de vicepresidenta de Diseño se lanzó sobre la encomienda. Para ello dotó a la torre de la inmensa fuente dorada presente en el vestíbulo, y también se encargó de seleccionar los materiales que se usaron dentro de la torre, mármol rojizo y latón dorado, entre otros, y diseñó íntegramente toda la decoración del interior de la torre.

### Gerente delTrump Castle
Tras el éxito de la Trump Tower, Donald deseaba expandirse al mundo de los casinos, y en su primera incursión en tal sector recurrió nuevamente a Ivana, nombrándola gerente del Trump Castle. Por aquel entonces, tras esta serie de éxitos, el matrimonio era considerado como uno de los más importantes y prominentes de Nueva York, convirtiéndose en figuras destacadas de la alta sociedad y los negocios durante toda la década de 1980. 		
Durante esta época Ivana estuvo al frente de varios proyectos, como la presidencia y gerencia de operaciones, incluyendo la construcción, del Trump Taj Mahal Casino Resort en Atlantic City, Nueva Jersey, además de mantener la gerencia del Trump Castle. A esto se sumaba su asignación personal de remodelar por completo la nueva vivienda familiar, la casa de Palm Beach, conocida como Mar-a-Lago.		
El matrimonio parecía ser más que productivo, y para entonces ya habían tenido tres hijos: Donald John, Jr. (nacido el 31 de diciembre de 1977), Ivanka Marie (nacida el 30 de octubre de 1981) y Eric (nacido el 6 de enero de 1984). Además, logró convertirse en ciudadana estadounidense en 1988.

### Gerente del Hotel Plaza

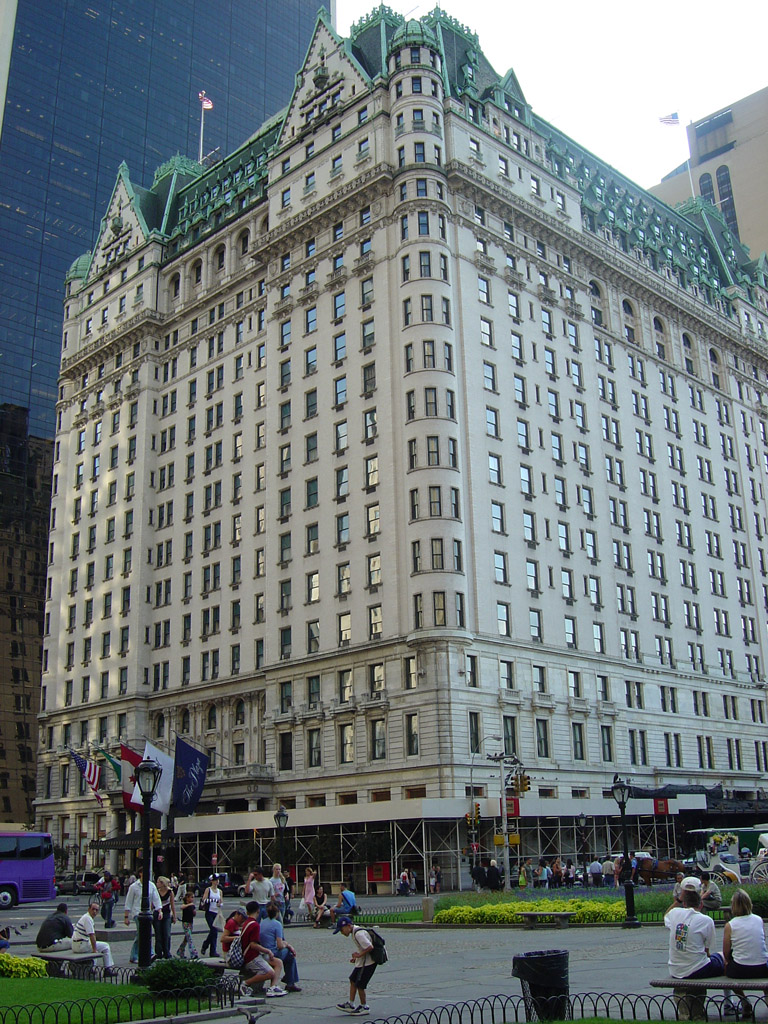
El Hotel Plaza, que estuvo bajo la gerencia de Ivana durante el comienzo de la década de los noventa.

A finales de 1980, decidió dejar Atlantic City, debido a dos razones, la primera la exigencia de dedicar más tiempo a su familia, y la segunda poder dedicarse a la gerencia de la nueva adquisición de su esposo, el histórico Hotel Plaza en Nueva York. Ivana logró restaurar la gloria del mítico hotel, debido a lo cual fue nombrada Gerente Hotelera del Año en 1990.

## Divorcio de Donald Trump
A finales de 1990 comenzaron a circular rumores de la aventura de su esposo con una exreina de la belleza de Georgia, Marla Maples. Mientras la familia estaba de vacaciones en Aspen, Colorado, durante la Navidad, Ivana se encontró cara a cara con Marla en las pistas de esquí, en un enfrentamiento que registró el New York Post, al día siguiente. En 1991 contrató al abogado Neil Papiano y pidió el divorcio.
Sin embargo, no estaba dispuesta a divorciarse ya, deseaba la mitad de todo lo que Donald poseía y por lo tanto la demanda era sobre la suma total de todos los bienes de la familia, sobrepasando así los acuerdos prenupciales. Trump exigía que los susodichos acuerdos fuesen respetados, y trató de defenderse ante el tribunal. La batalla de divorcio fue ampliamente registrada por la prensa y la tensión continuó aumentando, hasta la muerte del padre de Ivana. Tanto Donald como Ivana asistieron al funeral, donde pactaron que continuarían el divorcio de forma amigable. 	
Finalmente el acuerdo de divorcio se firmó en 1992, y como parte de él, recibió $ 25 millones en efectivo, la mansión familiar de 41 habitaciones en Connecticut, un millón en subsidio de vivienda, $ 5,350,000 anuales de pensión alimenticia, todas sus joyas y el 49 % de Mar-a-Lago, la casa ubicada en Palm Beach, que también sirve como club privado de la playa de la élite estadounidense.

## Carrera posterior al divorcio
Poco después de su divorcio de Donald Trump, firmó con la agencia William Morris para encargarse de su imagen pública y lanzó mediante una serie de negociaciones para sus líneas de prendas de vestir, joyería de moda y productos de belleza que se han vendido con éxito a través de canales comerciales de televisión. 		
También escribió varios libros, todos superventas, su autobiografía Raising Trump, incluyendo las novelas, Sola y libre para amar y el libro de autoayuda Lo mejor está por venir: Lidiando con el divorcio y disfrutar de la vida.
En 2001, comenzó a escribir una columna de consejos para el divorcio en una revista y realizó un cameo en la película The First Wives Club con la línea memorable: «Recuerden chicas no se enfaden con ellos, quítenles todo».
También fue anfitriona en la nueva emisora Oxygen, de la serie de citas Ivana Young Man en 2006. 		
Además, se dedicó a su propia empresa, con una línea de artículos, denominada "Ivana Haute Couture", abarcando perfumes, moda y joyas, mediante su sitio web, donde se exponen las características de su colección de artículos. Además, poseyó otra empresa, denominada Ivana Inc., que se encargó de controlar sus apariciones públicas, eventos, participaciones en campañas publicitarias, etc.

## Vida personal posterior al divorcio
No mucho después de su divorcio de Donald Trump, se casó con Riccardo Mazzucchelli, un millonario empresario dedicado al sector de la minería. El matrimonio comenzó con todas las esperanzas, pero no llegó siquiera a su segundo aniversario. Ivana presentó la demanda de divorcio, que fue mucho más rápido y menos conflictivo que el anterior, estando de hecho ambos de acuerdo en separarse en términos amistosos. Sin embargo, Ivana presentó una demanda por violación de contrato, por 15 millones de dólares, contra Mazzucchelli, por violar la cláusula de confidencialidad en su acuerdo prenupcial. El caso fue resuelto fuera de los tribunales. 
Tras su ruptura con Mazzuchelli, permaneció soltera hasta 2008, año en que se casó con el actor italiano Rossano Rubicondi, 24 años menor que ella. Habían sostenido desde 2004 una relación con altos y bajos, que finalmente llegó al matrimonio. La boda costó tres millones de dólares, tuvo un total de 400 invitados y fue organizada por su exmarido Donald Trump en Mar-a-Lago. Su hija Ivanka Trump, fue su dama de honor. El 1 de diciembre de 2008 Ivana confirmó a Associated Press que, tres meses antes, había presentado un acuerdo de separación legal del matrimonio.
A pesar del divorcio, mantuvo una relación amistosa con Donald y con sus hijos. Todos ellos la veían asiduamente. Donald y ella inclusive grabaron en 1998 un comercial de televisión juntos para Pizza Hut. 
Ivana tuvo cinco nietos del matrimonio de su hijo mayor, Donald Trump Jr, con Vanessa Haydon: Kai Madison (nacido el 12 de mayo de 2007), Donald John III (nacido el 18 de febrero de 2009), Tristan Milos Spencer (2 de octubre de 2011), Spencer Frederick (21 de octubre de 2012) y Chloe Sophia (16 de junio de 2014) y otros tres, Arabella Rose Kushner (nacida el 17 de julio de 2011), Joseph Frederick (14 de octubre de 2013) y Theodore James (27 de marzo de 2016) del matrimonio de su hija Ivanka con Jared Kushner.

## Fallecimiento
Falleció en la mañana del 14 de julio de 2022 en su casa en Manhattan, en la ciudad de Nueva York, como consecuencia de una caída accidental por las escaleras de su hogar.